# غابرييل كاستيون
غابرييل كاستيون (بالإسبانية: Gabriel Castellón)‏ هو لاعب كرة قدم تشيلي في مركز حراسة المرمى، ولد في 8 سبتمبر 1993 في فالبارايسو في تشيلي. لعب مع سانتياغو واندررز.

## وصلات خارجية
- غابرييل كاستيون على موقع قاعدة بيانات كرة القدم.إي يو (الإنجليزية)
- غابرييل كاستيون على موقع Soccerway.com (الإنجليزية)
- غابرييل كاستيون على موقع عالم كرة القدم.نت (الإنجليزية)
- غابرييل كاستيون على موقع AS.com (الإسبانية)